# Europoortkering

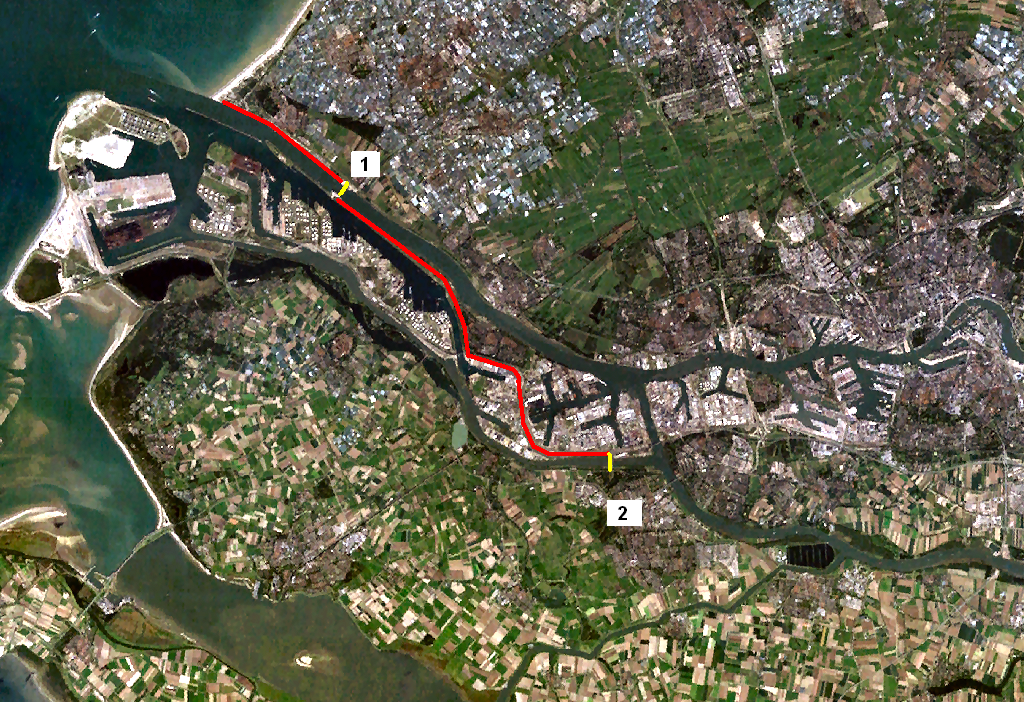
1. Maeslantkering; 2. Hartelkering; na czerwono zaznaczono wały przeciwpowodziowe

Europoortkering – kompleks przeciwpowodziowy w obrębie Europortu, w Holandii, wybudowany w ramach planu Delta. Na kompleks składają się ruchome zapory wodne Maeslantkering (na kanale Nieuwe Waterweg) oraz Hartelkering (na Hartelkanaal), a także wały przeciwpowodziowe ciągnące się pomiędzy obiema zaporami.